# Porta a Ovile

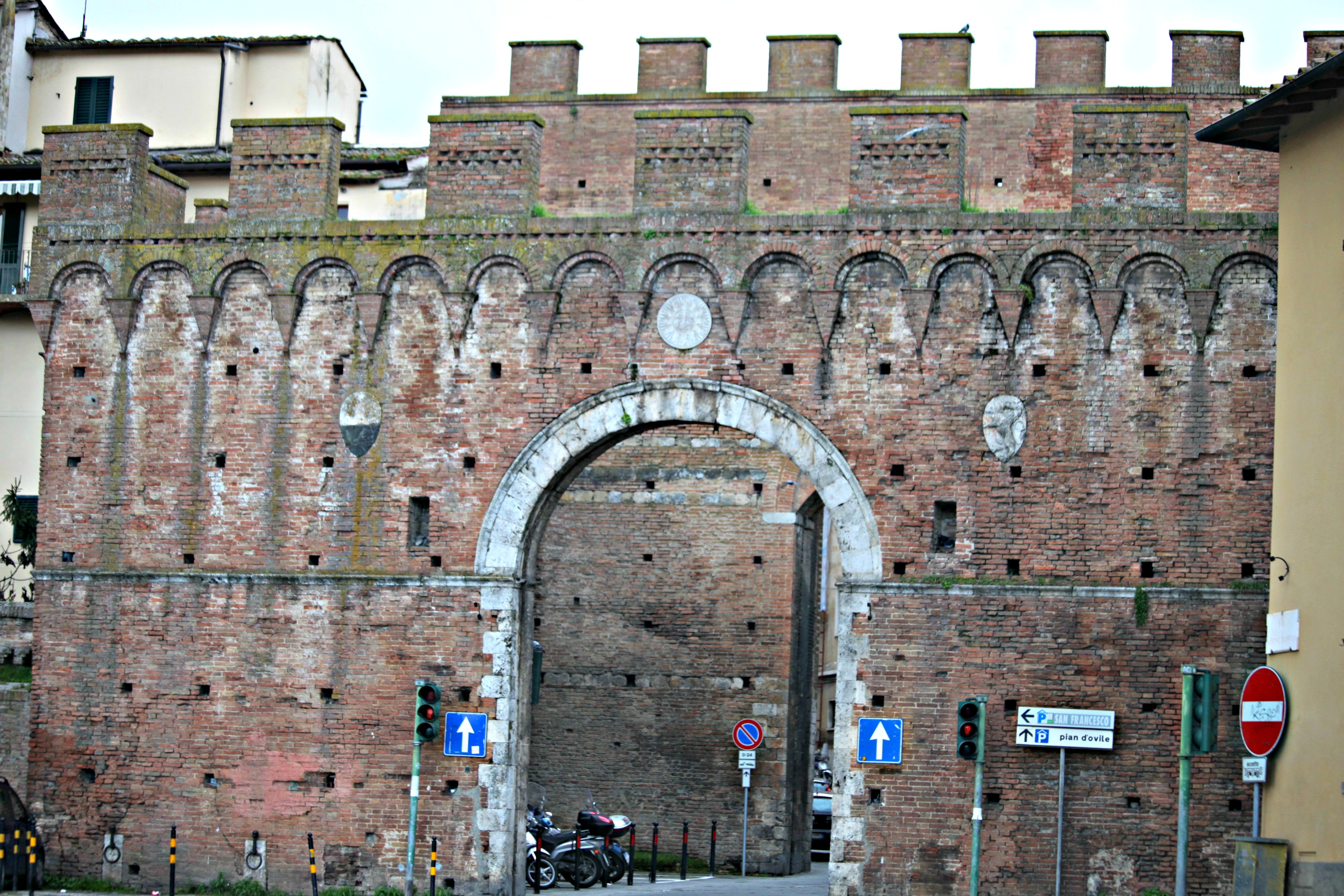
Esterno

La Porta a Ovile è una porta cittadina di Siena che fa parte delle mura cittadine nel rione Borgo d'Ovile, tra via di Vallerozzi e via Simone Martini.

## Storia e descrizione
Completata nel 1246 e rimaneggiata nel Trecento, è tra le meglio conservate della città. Ha un antemurale merlato, nella cui parete interna si trova un affresco con la Madonna col Bambino di Sano di Pietro.